# Mesothen flavicostata
Mesothen flavicostata là một loài bướm đêm thuộc phân họ Arctiinae, họ Erebidae.